# City of Los Angeles (Zug)

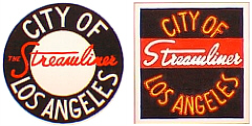
„Drumhead“-Schilder kennzeichneten die City of Los Angeles-Schlusswagen.

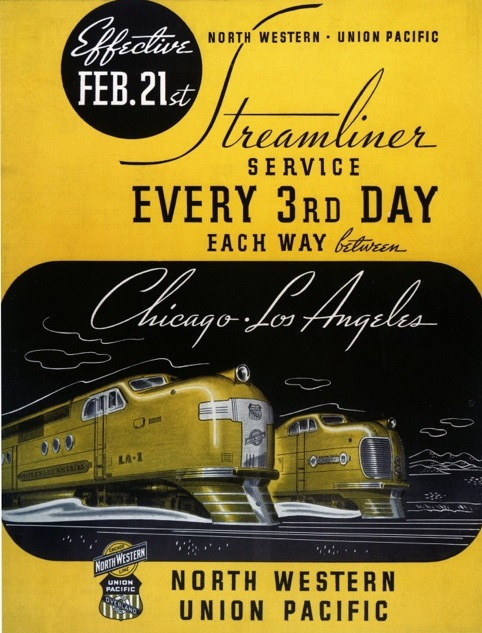
Werbeplakat von 1938 für den City of Los Angeles mit Triebkopf LA-1 und LA-4

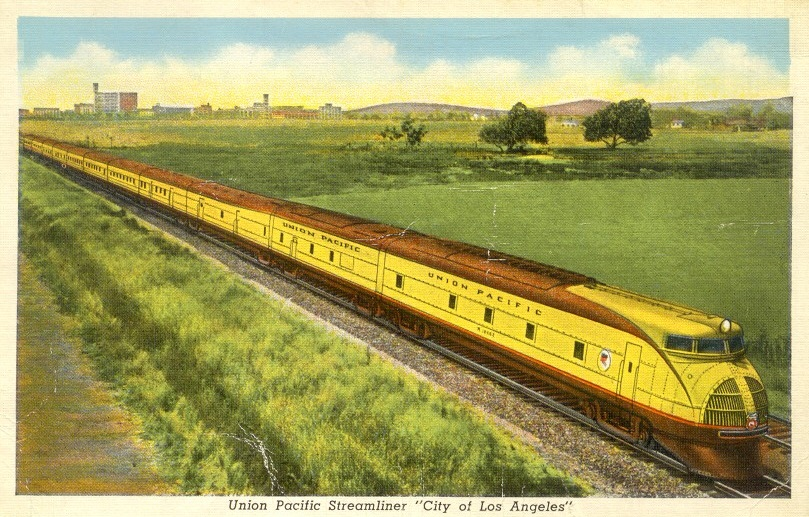
Historische Postkarte von 1936 mit dem M-10002 als „City of Los Angeles“

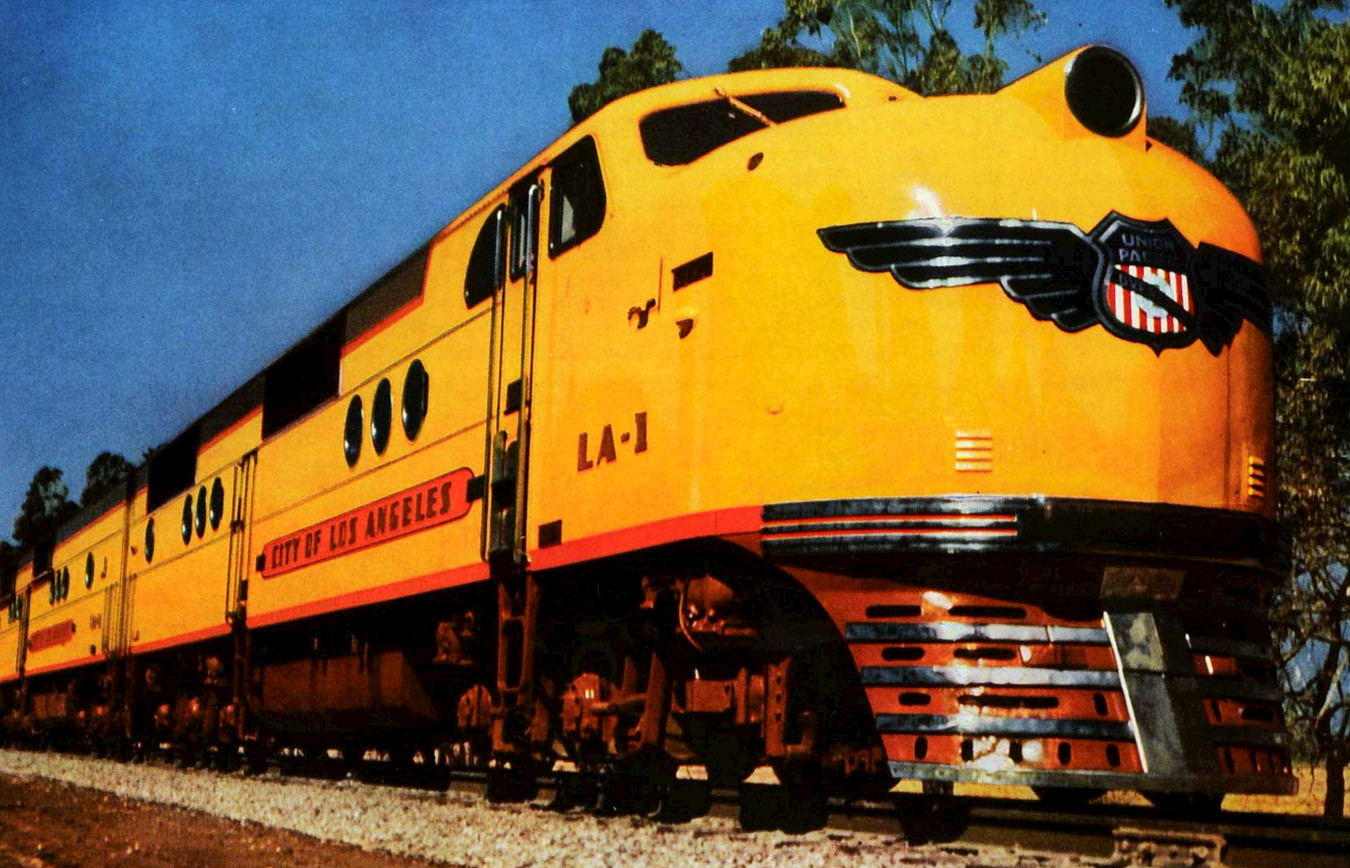
Mit der bei der UP als LA-1 bezeichneten EMC E2 Diesellok von 1937…

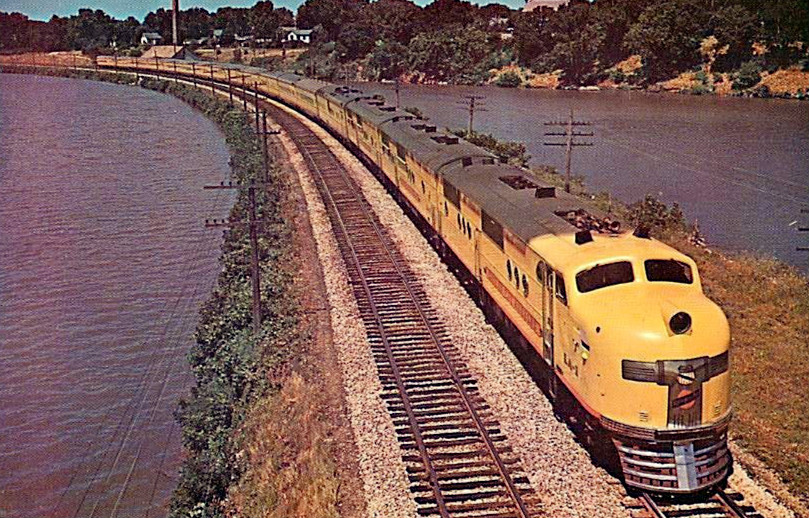
…beginnt beim „City of Los Angeles“ der Übergang zum lokbespannten Zug.

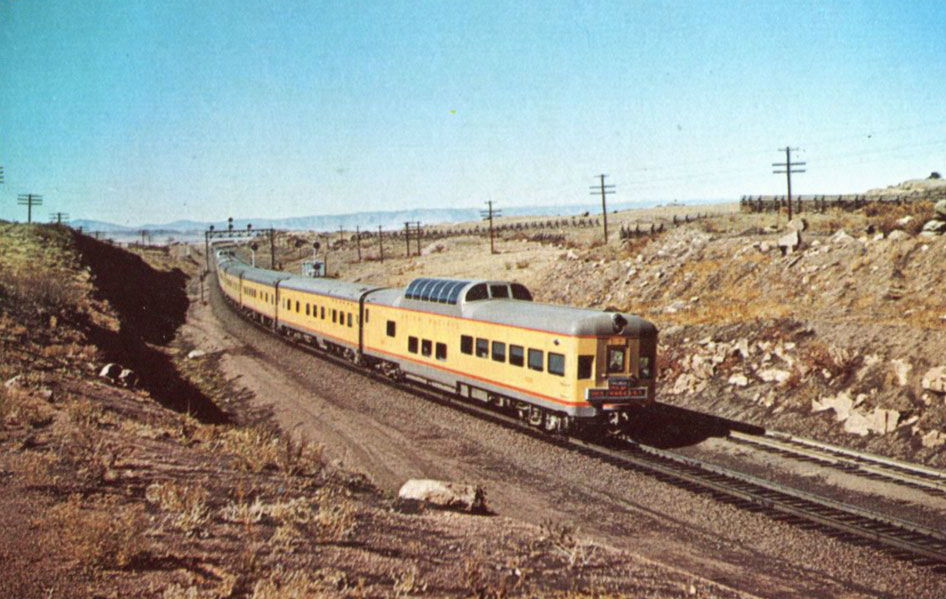
Ab 1955 hatte der „City of Los Angeles“ einen „Astra Observation Dome Car“.

Der City of Los Angeles war ein von 1936 bis 1971 durch die Union Pacific Railroad (UP) in Kooperation mit der Chicago & North Western (C&NW, ab 1955 mit der Milwaukee Road) betriebener luxuriöser Nacht-Reisezug zwischen Los Angeles und Chicago. Der westwärts fahrende Zug hatte die Nr. 103, Zug-Nr. 104 fuhr in Richtung Osten.

## Beginn
Einen Tag nachdem auf der konkurrierenden Santa Fe der „Super Chief“ als erster diesellokbespannter Fernzug der USA seinen Betrieb aufgenommen hatte, startete am 15. Mai 1936 mit dem M-10002 der dritte Union Pacific-Stromlinienzug als „City of Los Angeles“. Der transkontinentale Nachtzugdienst und verkürzte die Fahrzeit ins südliche Kalifornien auf 39 Stunden und 45 Minuten. Da die UP östlich von Omaha keine eigenen Strecken besaß, wurde der Zug von und nach Chicago in Kooperation mit der C&NW betrieben. Wie zuvor bereits beim 1935 aufgenommenen Dienst des „City of Portland“, waren auch beim „City of Los Angeles“, weil zunächst nur eine Zuggarnitur zur Verfügung stand, lediglich fünf Fahrzeugumläufe pro Monat möglich.

## Fahrzeuge
So beschafften zwischen 1937 und 1938 die Santa Fe acht EMC E1-Diesellokomotiven und die Union Pacific im Dezember 1937 für den „City of San Francisco“ und „City of Los Angeles“ zwei dreiteilige EMC E2. Eine der beiden wegen ihres markanten Vorbaus als „Bulldogg“-Design bezeichneten Dreifachlokomotive mit UP-Nr. LA-1 bis LA-3 beförderte fortan den neuen 791 t schwereren 14-Wagen-Zug im Wechsel mit dem M-10002-Triebzug und verdoppelte das Fahrplanangebot des „City of Los Angeles“ auf zehn monatliche Fahrten pro Richtung, verkehrte fortan also jeden dritten Tag.
Im August 1938 ersetzte der in LA-4 umgezeichnete vierte Stromlinientriebzug M-10004 (der vom Einsatz als „City of San Francisco“ abgezogen worden war) den dritten Stromlinienzug M-10002 (der im März 1939 den Umlauf des „City of Portland“ übernahm). Alleinstellungsmerkmal des für den „City of Los Angeles“ modifizierten vierten Stromlinienzuges war am Zugschluss der Observation Lounge-Wagen „Copper King“ mit kreisrunden bullaugenartigen Fenstern. Im April 1939 ersetzt die UP mit ihren als LA-5 und LA-6 bezeichneten EMD E3-Lokomotiven den zweiteiligen Triebkopf LA-4 A+B (die ab August/September 1939 in den Dienst des „City of Denver“ wechselten). Im August 1941 endete auch der Einsatz der zusammen mit dem M-10004 in Dienst gestellten Gelenkwageneinheit des vierten Stromlinienzuges, als mit Einführung neuer Reisezugwagen der „City of Los Angeles“ endgültig zu einem reinen lokomotivbespannten Wagenzug wurde.

## Angebot und Komfort
Während die Fahrzeiten im Kalifornienverkehr nach der Verdieselung kaum noch beschleunigt werden konnten, konzentrierten sich die konkurrierenden Eisenbahngesellschaften bei ihrem Wettbewerb um die Fahrgäste auf den bestmöglichen Komfort im Zug und die Verdichtung der Fahrpläne. Ab 1947 verkehrte der Zug zwischen Chicago und Los Angeles täglich. Hollywood-Schauspieler wie Ronald Reagan nutzten seinerzeit den Zug. Ronald Reagan warb auch im National Geographic Magazin auf ganzseitigen Anzeigen für den „City of Los Angeles“. Ende Oktober 1955 ging der Verkehr östlich von Omaha von der C&NW auf die Milwaukee Road über. Im selben Jahr erhielt der „City of Los Angeles“ (neben dem „City of Portland“) als einziger Fernzug der UP „Astra Dome Car“-Aussichtswagen, die zugleich als vollwertige Speisewagen konzipiert waren und nochmals die Exklusivität des Zuges unterstrichen. 1960 wurden „City of San Francisco“ und „City of Los Angeles“ zwischen Ogden und Chicago in einem gemeinsamen Zugverband geführt.
Mit Übergang des Personenzugverkehrs auf Amtrak lief am 2. Mai 1971 zum letzten Mal der „City of Los Angeles“ in die dortige Union Station ein.

## Zwischenfälle
Am 12. November 1951 kollidierten zwei ostwärts fahrende Züge, ein City of Los Angeles und ein City of San Francisco in einem Schneesturm bei Evanston in Wyoming. 26 Menschen starben, 200 wurden darüber hinaus verletzt.

## Fahrpläne 1949, 1950, 1953
| Westbound Read Down     | Westbound Read Down     | Westbound Read Down     | Condensed Schedules All trains daily | Condensed Schedules All trains daily | Condensed Schedules All trains daily | Eastbound Read Up       | Eastbound Read Up       | Eastbound Read Up       |  |  |
| City of Los Angeles 103 | City of Los Angeles 103 | City of Los Angeles 103 | Condensed Schedules All trains daily | Condensed Schedules All trains daily | Condensed Schedules All trains daily | City of Los Angeles 104 | City of Los Angeles 104 | City of Los Angeles 104 |  |  |
| Sep. 11, 1949           | May, 1950               | Sep. 27, 1953           | Condensed Schedules All trains daily | Condensed Schedules All trains daily | Condensed Schedules All trains daily | Sep. 27, 1953           | May, 1950               | Sep. 11, 1949           |  |  |
| 7.15                    | 7.15                    | 7.15                    | Lv.                                  | Chicago C.& N.W.                     | Ar.                                  | 10.40 +2                | 10.40 +2                | 10.45 +2                |  |  |
| 3.00 +1                 | 3.00 +1                 | 3.00 +1                 | Ar.                                  | Omaha C.& N.W.                       | Lv.                                  | 2.50 +2                 | 2.50 +2                 | 2.50 +2                 |  |  |
| 3.10 +1                 | 3.10 +1                 | 3.10 +1                 | Lv.                                  | Omaha Un. Pac.                       | Ar.                                  | 2.40 +2                 | 2.40 +2                 | 2.40 +2                 |  |  |
| 9.25 +1                 | 9.25 +1                 | 9.25 +1                 | Ar.                                  | Cheyenne                             | Lv.                                  | 6.30 +1                 | 6.30 +1                 | 6.30 +1                 |  |  |
|                         |                         |                         |                                      |                                      |                                      |                         |                         |                         |  |  |
| 9.35 +1                 | 9.35 +1                 | 9.35 +1                 | Lv.                                  | Cheyenne                             | Ar.                                  | 6.20 +1                 | 6.20 +1                 | 6.20 +1                 |  |  |
| 6.20 +1                 | 6.20 +1                 | 6.15 +1                 | Ar.                                  | Ogden                                | Lv.                                  | 9.45 +1                 | 9.45 +1                 | 9.40 +1                 |  |  |
| 6.30 +1                 | 6.30 +1                 | 6.25 +1                 | Lv.                                  | Ogden                                | Ar.                                  | 9.35 +1                 | 9.35 +1                 | 9.30 +1                 |  |  |
| 7.10 +1                 | 7.10 +1                 | 7.10 +1                 | Ar.                                  | Salt Lake City                       | Lv.                                  | 8.50 +1                 | 8.50 +1                 | 8.50 +1                 |  |  |
|                         |                         |                         |                                      |                                      |                                      |                         |                         |                         |  |  |
| 7.20 +1                 | 7.20 +1                 | 7.20 +1                 | Lv.                                  | Salt Lake City                       | Ar.                                  | 8.40 +1                 | 8.40 +1                 | 8.40 +1                 |  |  |
| 9.00 +2                 | 9.00 +2                 | 9.00 +2                 | Ar.                                  | Los Angeles                          | Lv.                                  | 5.00                    | 5.00                    | 5.00                    |  |  |
| 39 h 45 m               | 39 h 45 m               | 39 h 45 m               | ---Elapsed Time---                   | ---Elapsed Time---                   | ---Elapsed Time---                   | 39 h 40 m               | 39 h 40 m               | 39 h 40 m               |  |  |

Notes:
Fett gedruckte Zahlen: zweite Tageshälfte (13–23 Uhr).

+1: Ein Tag nach Abfahrt

+2: Zwei Tage nach Abfahrt